# Les femmes ont de la chance
Les femmes ont de la chance est une nouvelle d’Anton Tchekhov, parue en 1885.

## Historique
Les femmes ont de la chance est initialement publié dans la revue russe Les Éclats, no 37, du 14 septembre 1885, signée Antocha Tchékhonté.
Aussi traduit en français sous le titre Le Bonheur féminin. 

## Résumé
À l’enterrement du lieutenant général Zapoupyrine, il y a une telle foule que seules les femmes sont autorisées à s’approcher. Les fonctionnaires Probkine et Svistkov qui voient leurs épouses passer le cordon de police s’en émeuvent auprès du commissaire-adjoint. Ce dernier leur rétorque qu’avec les femmes il est certain qu’il n’y aura ni scandale ni bousculade.
Probkine part alors dans une longue diatribe sur les avantages du sexe faible : parvenir à un rang sans travailler, mais juste en se mariant, pas de châtiment corporel, pas de service militaire. 
Il raconte pour conclure une histoire qui lui est arrivée il y a un an : le général responsable de son service, conseiller secret dans la table des rangs, le prend avec lui pendant ses congés pour faire son courrier. Le général est célibataire, et c’est une intendante, Véra, qui régente sa maison. Quand il voit Véra insulter le général, ni une ni deux, il la gifle. Pas de chance, au lieu de le remercier, le général lui passe un savon.

## Édition française
- Les femmes ont de la chance, traduit par Édouard Parayre, in Œuvres I, Paris, Éditions Gallimard, coll. « Bibliothèque de la Pléiade » no 197, 1968  (ISBN 978-2-07-0105-49-6).